# Kunst en Vliegwerk
Kunst en Vliegwerk is een Nederlandse jeugdfilm uit 1989. De regisseur van de film is Karst van der Meulen, het script is geschreven door Karst van der Meulen en Piet Geelhoed. De hoofdrollen worden gespeeld door Herman van Veen, André van den Heuvel, Toon Agterberg en Kitty Jansen. Zoals bij alle films van Van der Meulen, is de muziek gecomponeerd door Tonny Eyk, maar de titelsong werd geschreven en uitgevoerd door Herman van Veen.
De film werd opgenomen in Baarn, waar tevens Van der Meulens productiebedrijf gevestigd was.
In 1991 is de film ook op TV vertoond als vijfdelige serie.